# Butler County (Kentucky)
Butler County is een county in de Amerikaanse staat Kentucky.
De county heeft een landoppervlakte van 1.109 km² en telt 13.010 inwoners (volkstelling 2000). De hoofdplaats is Morgantown.